# クリスティアン・グリーペンケール
クリスティアン・グリーペンケール（Christian Griepenkerl、1839年3月17日 - 1916年3月21日）はドイツ生まれの画家である。ウィーン美術アカデミーの教授であり、アドルフ・ヒトラーの同アカデミーへの入学申請を拒否したことで知られている。

## 生涯
グリーペンケールは1839年にドイツ帝国・オルデンブルク大公国のオルデンブルクの有力な一族の家庭に生まれた。青年期、オルデンブルクの風景画家エルンスト・ヴィレルスと知り合い、その助言で1855年の終わりにウィーンに行き、カール・ラールの画塾で学んだ。ラールは自分の作品の制作に生徒を参加させ、それによって個々の生徒の芸術的成長を促した。グリーペンケールの最初の作品『アンティゴネーに導かれるオイディプース』はラールに認められ、それ以降、ラールや他の生徒とともに、武器博物館（現在のウィーン軍事史博物館）の大階段、トデスコ宮殿、シモン・シナス邸宅のフレスコ画を手がけた。1865年にラールが死去した後、グリーペンケールは単独でラールの未完成の作品を引き継ぎ完成させた。

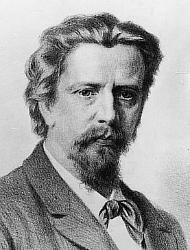
フランツ・ヴュルベルによるグリーペンケールの肖像画（1882年）

1874年、グリーペンケールはウィーン美術アカデミーの教授に任命され、1877年からは歴史画の授業を担当した。グリーペンケールが得意としたのは、肖像画と、神話のテーマを用いた寓意画だった。グリーペンケールの著名な教え子には、カール・モル（1880年-1881年）、アルフレート・ロラー、ジャック・ブニモヴィッチ、マクシミリアン・クルツヴァイル、パヤ・ヨヴァノヴィッチ、カール・オットー・チェシュカ（1894年-1899年）、リヒャルト・ゲルストル（1898年-1899年）、エゴン・シーレ（1906年-1908年）、アントン・ファイシュタウアー（1906年-1909年）、リヒャルト・ガイガー、ウロシュ・プレディッチなどがいる。グリーペンケールの保守的な美術観は多くの学生の反発を招いた。1909年にエゴン・シーレやアントン・ファイシュタウアーらはアカデミーを中退し、美術家グループ「ノイクンストグルッペ」（新たなる芸術の集い）を結成した。
グリーペンケールはその死後、アドルフ・ヒトラーのウィーン美術アカデミーへの入学申請を拒否したことでも知られるようになった。1907年、ヒトラーはアカデミーの入学試験としての試験デッサンへの参加を認められたが、グリーペンケールは「試験は不十分である。頭部デッサンが少なすぎる」と不満を述べた。翌1908年には、明確に「試験デッサンへの参加は不可」という判断をした。

## 作品

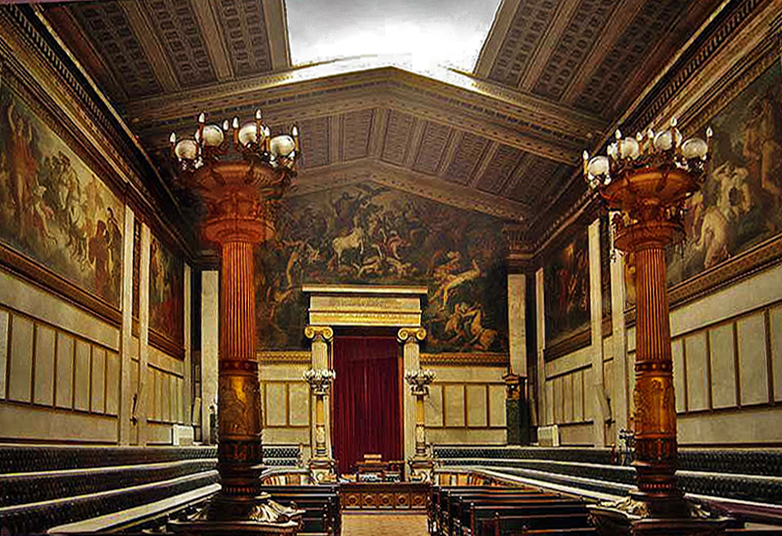
アテネ科学アカデミー

最も大きな作品は、ラールが請け負ってグリーペンケールとエドゥアルト・ビッターリヒに手伝わせた新しいウィーン国立歌劇場の装飾である。彼らは4年かけて、客席の天井と舞台の緞帳の制作に取り組んだ。1865年にラールが死去した後は、グリーペンケールが中心となって制作を継続した。その後、建築家のテオフィル・ハンセンの依頼によるエフルッシ宮殿とエプシュタイン宮殿の装飾や、フランツ・クラインの依頼によるホルンシュタイン城とヴェネツィアのシナ宮殿の装飾を手掛けた。そこでグリーペンケールは、天井画のフレスコ『ポセイドンの婚礼行列』『嵐の悪魔』『海の守護霊』を制作した。これらは高貴な形態で非常に優美ではあるが、衣服や照明に関して若干の欠陥がある。グムンデンのトスカーナ大公妃の邸宅の壁画と、ヒーツィンク近郊のシモン邸の食堂の『アフロディーテとアドニスの婚礼』も同様に重要である。
また、グリーペンケールは1878年にオルデンブルクの美術館アウグステウムの階段ホールに、美の理想であるアプロディーテー・ウーラニアーを題材とした天井画を制作した。この天井画には、プロメーテウスの神話に登場する4つのテーマが取り入れられ、3つの壁には、歴史上の芸術家たちが時代順に描かれている。
その後、新しいアテネ科学アカデミーの会議室に、プロメーテウスの神話をテーマとした一連の絵画を描いた。

## 賞と栄誉
- 1878年: ペーター・フリードリヒ・ルートヴィヒ公爵勲章（英語版）（オルデンブルク大公国）
- 1887年: 鉄冠勲章（英語版）（オーストリア帝国）
- 1912年: ウィーン中央墓地名誉墓碑

## グリーペンケールの教えた学生
- ウロシュ・プレディッチ (1857-1953)
- マクシミリアン・レンツ (1860-1948)
- カール・モル (1861-1945)
- アントン・アズベ (1862-1905)
- ハインリヒ・クニル (1862-1944)
- ハインリヒ・レフラー(1863-1919)
- レオポルト・シュミュッツラー (1864-1940)
- アルフレート・ロラー (1864-1935)
- マクシミリアン・クルツヴァイル (1867-1916)
- Carl Otto Czeschka (1878-1960)
- リヒャルト・ゲルストル (1883-1908)
- アントン・ファイシュタウアー (1887-1930)
- フリッツ・シュヴァルツ＝ヴァルデック (1889-1942)
- エゴン・シーレ (1890-1918)

## ギャラリー

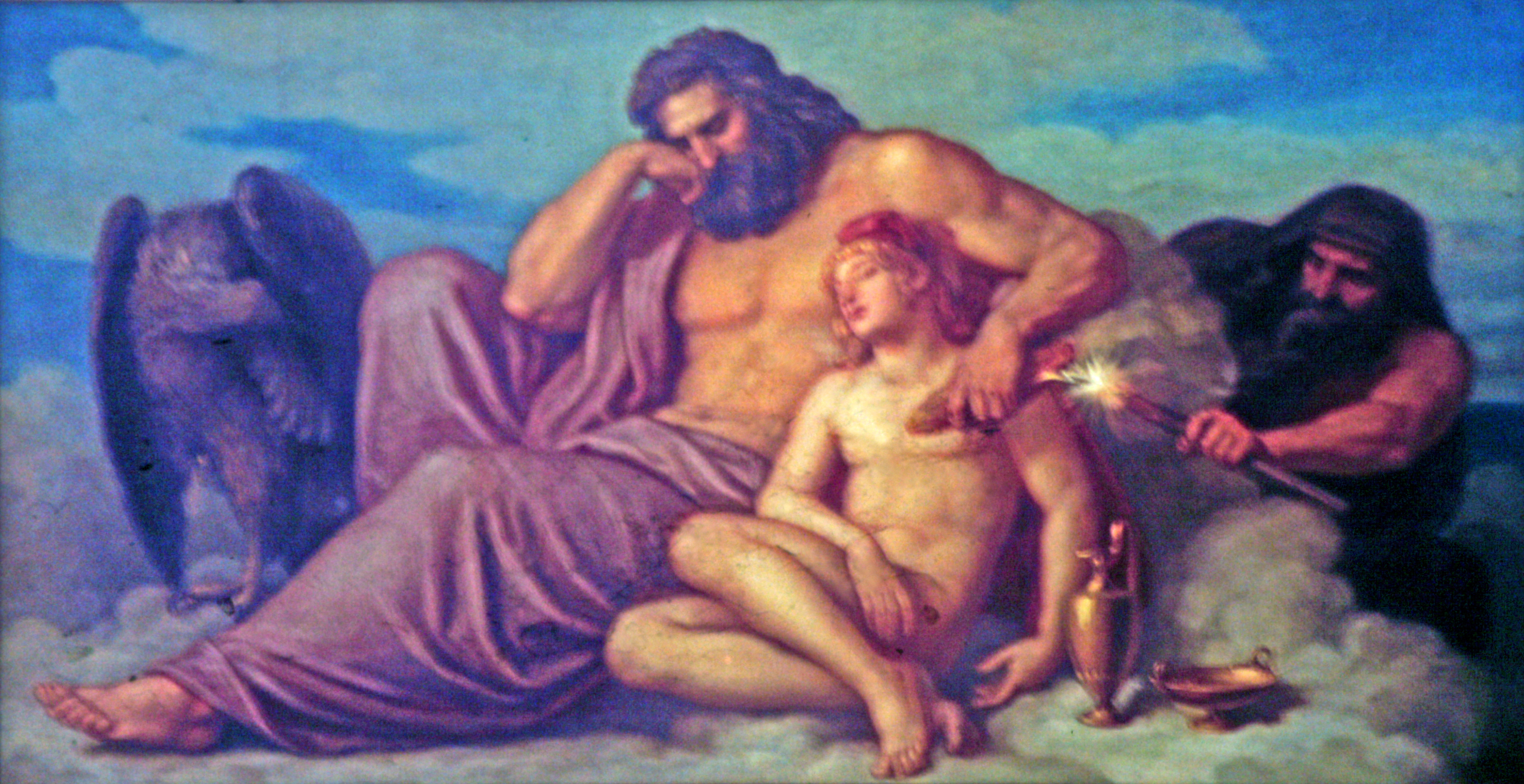
「火を盗むプロメーテウス」
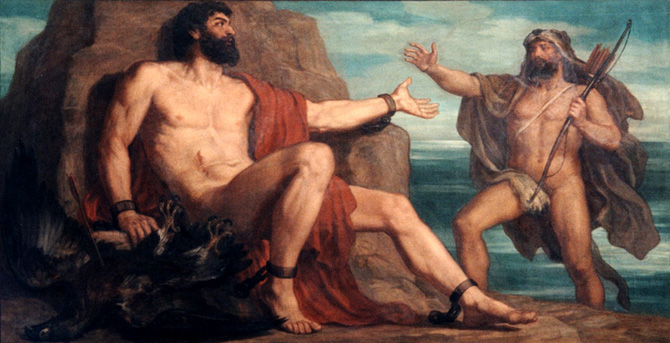
プロメーテウスとヘラクレス
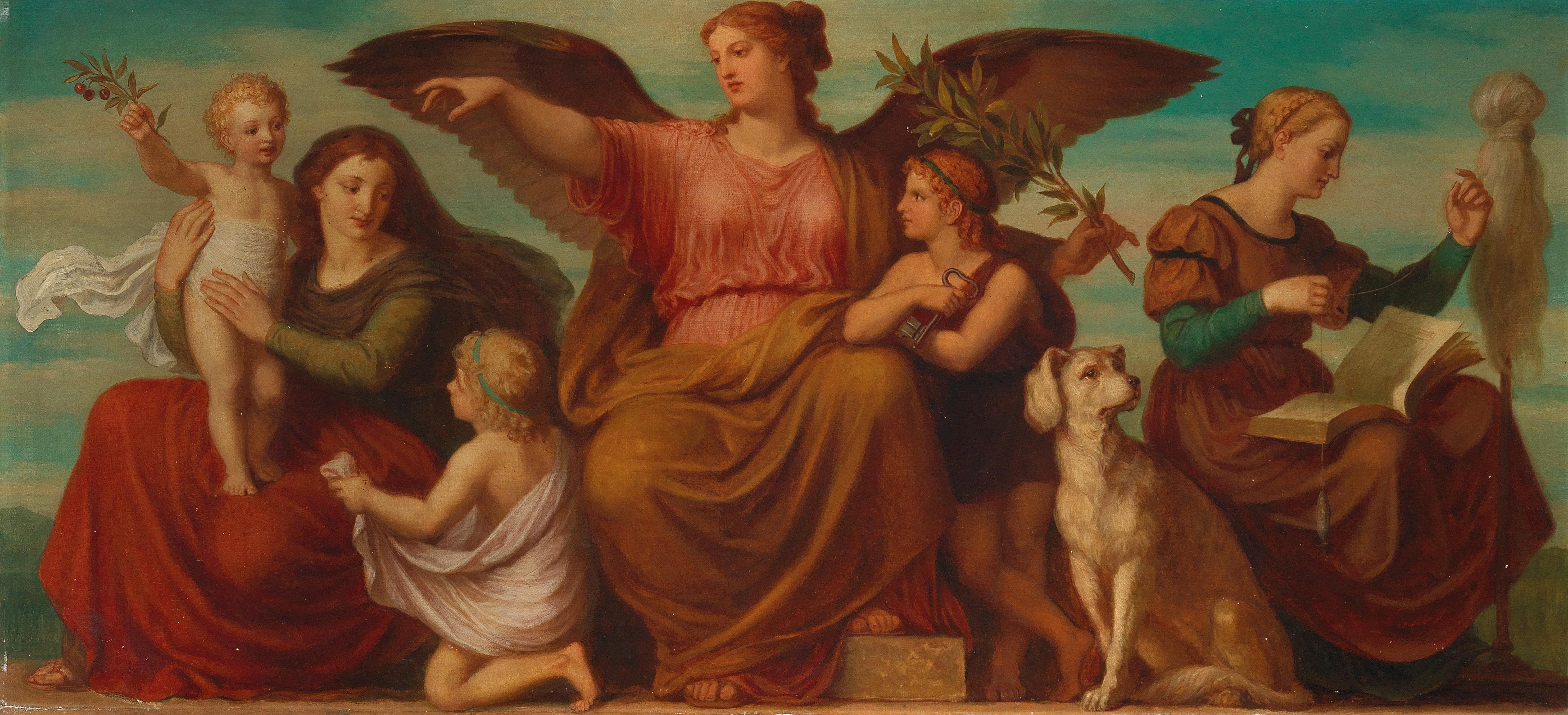
アレゴリー

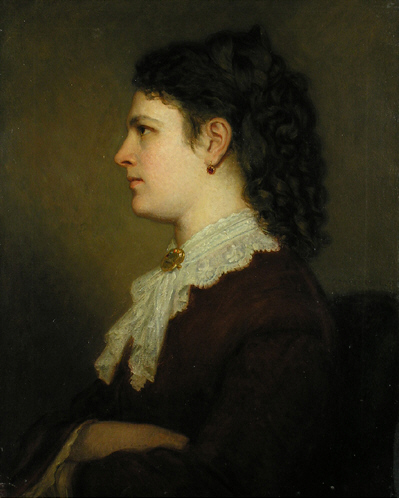
婦人像
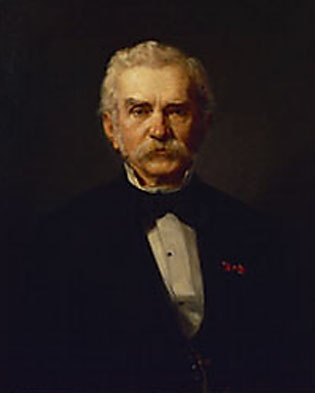
モリッツ・フォン・カイザーフェルドの肖像
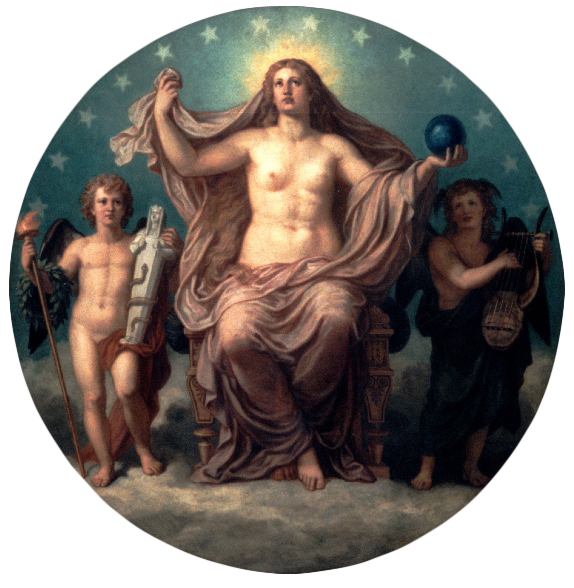
アプロディーテー・ウーラニアー
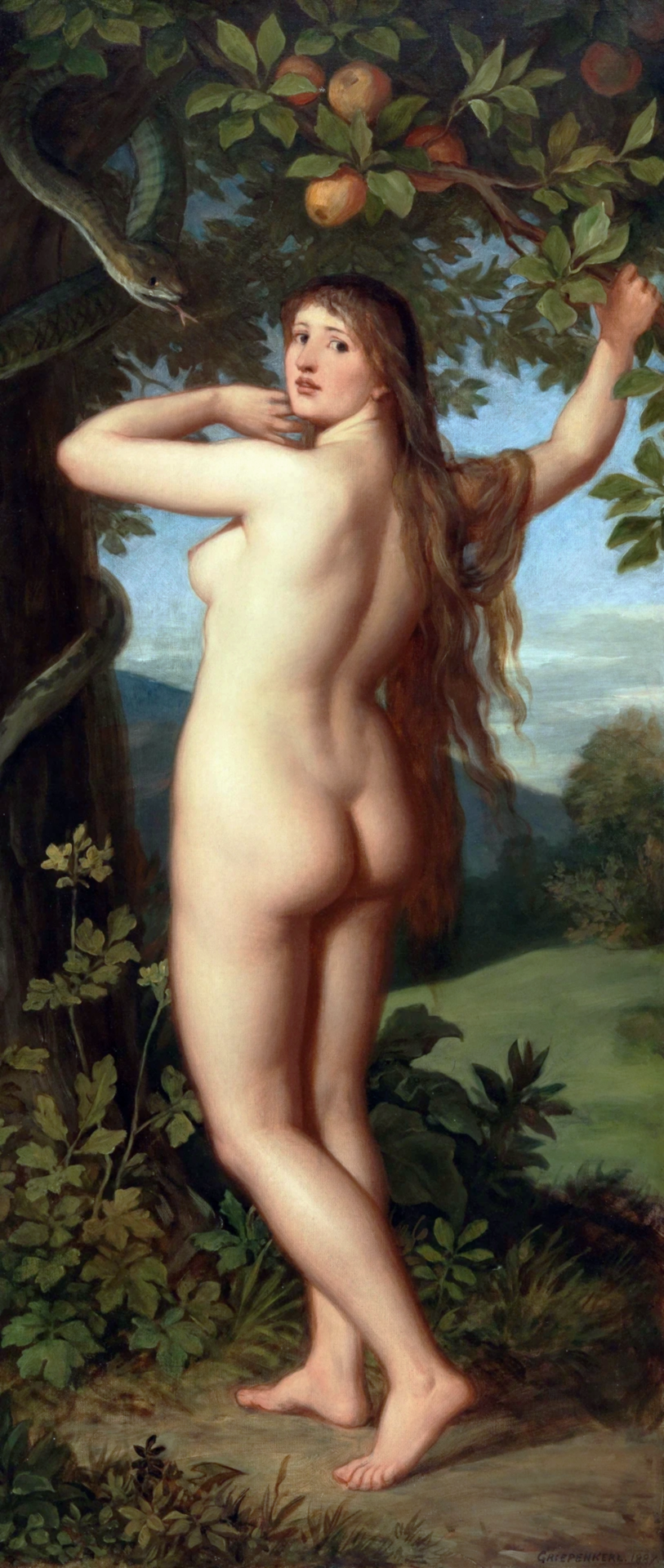
知識の樹の下のイヴ
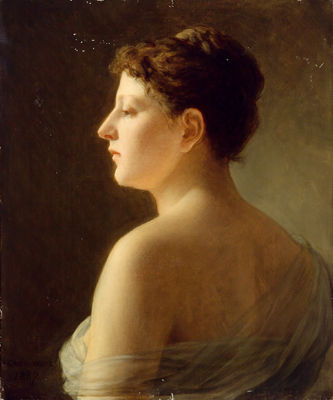
婦人像